# Phillip Van Dyke
Phillip Glen Van Dyke (ur. 13 czerwca 1984 w San Francisco) – amerykański aktor filmowy, telewizyjny i głosowy, były aktor dziecięcy.

## Wybrana filmografia
- 1994: Fantastyczna Czwórka (film niewydany) jako młody Johnny Storm
- 1996: Sliders jako młody Quinn Mallory
- 1998: Miasteczko Halloween jako Luke
- 1999: Bartok wspaniały jako książę Iwan (głos)
- 2001: Miasteczko Halloween II: Zemsta Kalabara jako Luke
- 2001: Szał na Amandę jako on sam
- 2003: Kochane kłopoty jako młody Christopher Hayden
- 2003: Nowojorscy gliniarze jako Adam Wilentz